# إيرا دافنبورت
إيرا دافنبورت (بالإنجليزية: Ira Davenport) هو منافس ألعاب قوى أمريكي، ولد في 8 أكتوبر 1887 في وينفيلد في الولايات المتحدة، وتوفي في 17 يوليو 1941 في دوبوك في الولايات المتحدة.

## وصلات خارجية
- إيرا دافنبورت على موقع أوليمبيديا (الإنجليزية)